# ももいろクローバーZ JAPAN TOUR 2013「GOUNN」
『ももいろクローバーZ JAPAN TOUR 2013「GOUNN」』（ももいろクローバーぜっと ジャパンツアー にせんじゅうさん ごうん）は、2013年9月から11月にかけて開催されたライブ・ツアー。
Blu-ray & DVDとして発売され、オリコン週間DVD音楽チャート第1位を獲得。

## 概要
10thシングル「GOUNN」が2013年11月6日に発売されるのに合わせ、和歌山、長野、福岡、岡山、愛媛、大分、徳島、宮城を巡った秋のツアー。最終日の宮城以外は、楽曲がリリースされていないタイミングでの公演となったため、ファンが会場で初めて「GOUNN」を聴くという趣旨にもなっていた。
新曲の世界観と同様に"輪廻転生"をコンセプトとし、本編は4部構成で進行していった。「5TH DIMENSION」ツアーと同じく、総合演出を岡本祐次が担当。演出の都合上、本編の間はサイリウムやペンライトなどの使用が禁止され、メンバーのMCを一切はさまず、衣装チェンジの間はパフォーマーによるダンスが披露された。また久米明のナレーションとともに、僧侶や仏像が登場する演出がなされた。

### 宮城公演（Blu-ray/DVD収録）

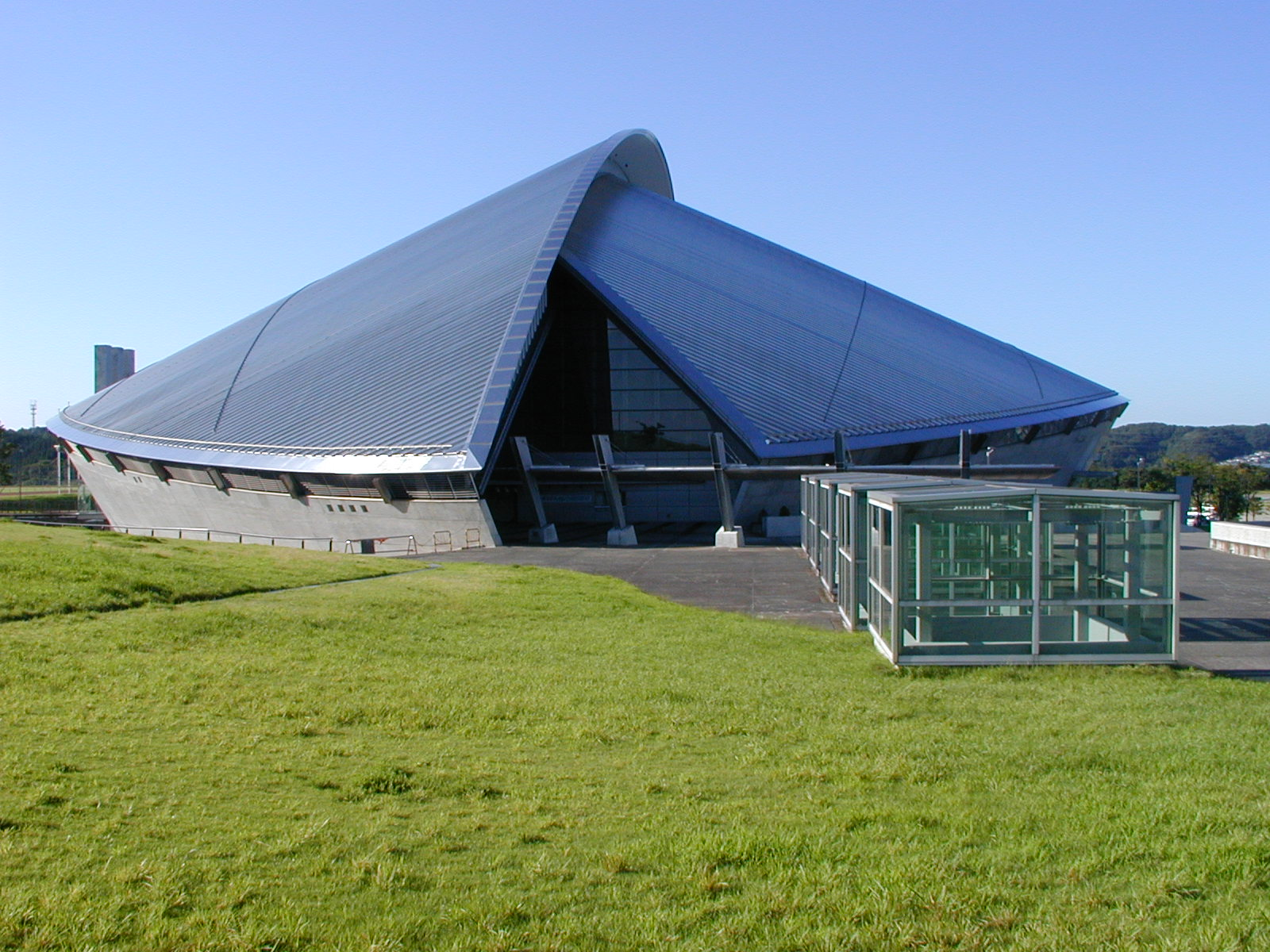
宮城公演の会場となった宮城県総合運動公園総合体育館（セキスイハイムスーパーアリーナ）

人間の肉体と精神を構成する五つの要素である五蘊（ごうん）がテーマとなった本ツアーの千秋楽は、宮城県総合運動公園総合体育館（セキスイハイムスーパーアリーナ）で行われたが、同所は前年の東日本大震災で遺体安置所になった場所でもあった。
ももいろクローバーZは震災後から、宮城県の女川さいがいFMをたびたび訪れ、被災者との交流を続けていた。今回の公演においては、「復興」「頑張れ」などのありきたりな言葉は用いず、パフォーマンスによって現地に笑顔と元気をもたらす趣向となった。
また、女川町にある笹かまぼこ屋「蒲鉾本舗 高政」との連携を図り、ツアータイトルは「蒲鉾本舗 高政 Presents ももいろクローバーZ JAPAN TOUR "GOUNN" 宮城公演」となった（「蒲鉾本舗 高政」にスポンサー料などは発生していない）。
会場のみ数量限定の笹かまぼこ「行くぜ！復興の向こう側 ももいろクローバーZ × 女川町 笹かまでお友達」が販売され、売上の一部は女川さいがいFMに寄付された。

## セットリスト
映像作品には11月22日の宮城公演の模様が収録されている。
テーマ「輪」: 
1. サラバ、愛しき悲しみたちよ
2. 天手力男
3. words of the mind 〜brandnew journey〜
4. LOST CHILD

テーマ「廻」: 
1. DNA狂詩曲
2. キミとセカイ
3. D'の純情
4. BIRTH Ø BIRTH

テーマ「転」: 
1. 空のカーテン
2. ラフスタイル for ももいろクローバーZ
3. 月と銀紙飛行船

テーマ「生」:
1. 猛烈宇宙交響曲・第七楽章「無限の愛」
2. Z女戦争
3. ピンキージョーンズ
4. スターダストセレナーデ
5. ツヨクツヨク

テーマ「五蘊」: 
1. GOUNN

アンコール:
1. Twinkle Wink（宮城公演のみ） - ももクロ扮するTwinke5によるパフォーマンス[6]
2. Chai Maxx
3. ももいろ太鼓どどんが節
4. 労働讃歌
5. 行くぜっ!怪盗少女
6. オレンジノート（和歌山、長野、福岡、岡山、愛媛、大分、徳島公演）
7. いつか君が（宮城公演） - ライブ初披露
8. 走れ!

特典映像（DVD & Blu-ray）:
ツアー各公演のMC
大分公演
- 本編ラストの「GOUNN」が終わると、会場内のスクリーンにて「GOUNN」のミュージック・ビデオが流された。
- 「Chai Maxx」と「オレンジノート」の一部を振付師石川ゆみが一緒に踊った。

## サウンドトラック・アルバム
『ももいろクローバーZ JAPAN TOUR 2013「GOUNN」オリジナル・サウンドトラック』（ももいろクローバーゼット ジャパン・ツアー にせんじゅうさん ごうん オリジナル サウンドトラック）は、同名のライブ・ツアーのBGMを収録したアルバム。2013年10月14日にライブ会場とキングレコードのKING e-SHOPで限定発売された。

### 収録曲
全7インストゥルメンタル曲。語り部：久米明。
1. 「曼荼羅」〜プロローグ〜 written by 永井ルイ
2. 「運命（読み：さだめ）」〜輪〜 written by NARASAKI
3. 「巡礼」〜廻〜 written by 長谷川智樹
4. 「Meditation」〜転〜 written by 大久保薫
5. 「祈りの鼓動」〜生〜 written by 和嶋慎治
6. 「光と影」 written by 木村篤史
7. 「旅」〜時の流れ〜 written by 横山克

## ツアー日程
各公演ともにチケットは即日完売。和歌山、長野、福岡、岡山、宮城の5公演は、キャンセルで流れたチケット数十枚を再販売せずにファンクラブ会員にプレゼントするという試みが行われた。また宮城公演については、機材席開放で余ったチケット400枚がファンクラブ会員に追加販売された。
| 日付           | 都道府県 | 市区町村     | 会場名                                                          |
| -------------- | -------- | ------------ | --------------------------------------------------------------- |
| 2013年9月28日  | 和歌山県 | 和歌山市     | 和歌山ビッグホエール                                            |
| 2013年10月4日  | 長野県   | 長野市       | 長野市若里多目的スポーツアリーナ （長野ビッグハット）           |
| 2013年10月14日 | 福岡県   | 福岡市博多区 | マリンメッセ福岡                                                |
| 2013年10月18日 | 岡山県   | 岡山市南区   | 岡山市総合文化体育館                                            |
| 2013年10月20日 | 愛媛県   | 松山市       | 愛媛県県民文化会館 （ひめぎんホール）                           |
| 2013年10月26日 | 大分県   | 別府市       | 別府ビーコンプラザ コンベンションホール                         |
| 2013年11月2日  | 徳島県   | 徳島市       | 徳島県立産業観光交流センター （アスティとくしま）               |
| 2013年11月22日 | 宮城県   | 利府町       | 宮城県総合運動公園総合体育館 （セキスイハイムスーパーアリーナ） |

## ライブビューイング
11月22日の宮城公演は、『直送ももクロvol.11 平面革命 「JAPAN TOUR 2013 "GOUNN"」仙台大会』として、全国の映画館とライブハウスにてライブビューイングが行われた。
| 都道府県 | 市区町村   | 劇場名                                |
| -------- | ---------- | ------------------------------------- |
| 北海道   | 札幌市     | ディノスシネマズ札幌劇場              |
| 北海道   | 札幌市     | 札幌シネマフロンティア                |
| 青森県   | 弘前市     | イオンシネマ弘前                      |
| 岩手県   | 盛岡市     | フォーラム盛岡                        |
| 宮城県   | 仙台市     | MOVIX仙台                             |
| 秋田県   | 秋田市     | TOHOシネマズ 秋田                     |
| 山形県   | 米沢市     | イオンシネマ米沢                      |
| 福島県   | 福島市     | イオンシネマ福島                      |
| 東京都   | 港区       | TOHOシネマズ 六本木ヒルズ             |
| 東京都   | 港区       | お台場シネマメディアージュ            |
| 東京都   | 港区       | Stellar Ball                          |
| 東京都   | 台東区     | 東京キネマ倶楽部                      |
| 東京都   | 新宿区     | 新宿ピカデリー                        |
| 東京都   | 渋谷区     | TOHOシネマズ渋谷                      |
| 東京都   | 豊島区     | シネマサンシャイン池袋                |
| 東京都   | 板橋区     | イオンシネマ板橋                      |
| 東京都   | 八王子市   | TOHOシネマズ 南大沢                   |
| 東京都   | 武蔵村山市 | イオンシネマむさし村山                |
| 神奈川県 | 横浜市     | イオンシネマみなとみらい              |
| 神奈川県 | 横浜市     | イオンシネマ港北ニュータウン          |
| 神奈川県 | 川崎市     | TOHOシネマズ 川崎                     |
| 神奈川県 | 海老名市   | TOHOシネマズ 海老名                   |
| 千葉県   | 千葉市     | シネプレックス幕張                    |
| 千葉県   | 市川市     | TOHOシネマズ 市川コルトンプラザ       |
| 埼玉県   | さいたま市 | MOVIXさいたま                         |
| 埼玉県   | 越谷市     | イオンシネマ越谷レイクタウン          |
| 埼玉県   | 鶴ヶ島市   | シネプレックスわかば                  |
| 茨城県   | 水戸市     | シネプレックス水戸                    |
| 栃木県   | 宇都宮市   | TOHOシネマズ 宇都宮                   |
| 群馬県   | 伊勢崎市   | プレビ劇場ISESAKI                     |
| 静岡県   | 浜松市     | TOHOシネマズ 浜松                     |
| 愛知県   | 名古屋市   | 109シネマズ名古屋                     |
| 愛知県   | 名古屋市   | ミッドランドスクエアシネマ            |
| 愛知県   | 名古屋市   | イオンシネマ大高                      |
| 愛知県   | 安城市     | 安城コロナシネマワールド              |
| 岐阜県   | 各務原市   | イオンシネマ各務原                    |
| 新潟県   | 新潟市     | イオンシネマ新潟南                    |
| 石川県   | 金沢市     | 金沢コロナシネマワールド              |
| 富山県   | 富山市     | TOHOシネマズ ファボーレ富山           |
| 大阪府   | 大阪市     | TOHOシネマズ 梅田                     |
| 大阪府   | 大阪市     | 大阪ステーションシティシネマ          |
| 大阪府   | 大阪市     | TOHOシネマズ なんば                   |
| 大阪府   | 大阪市     | なんばパークスシネマ                  |
| 大阪府   | 大阪市     | なんばHatch                           |
| 大阪府   | 泉南市     | イオンシネマりんくう泉南              |
| 京都府   | 京都市     | TOHOシネマズ 二条                     |
| 京都府   | 京都市     | MOVIX京都                             |
| 兵庫県   | 神戸市     | 109シネマズHAT神戸                    |
| 兵庫県   | 西宮市     | TOHOシネマズ 西宮OS                   |
| 岡山県   | 岡山市     | TOHOシネマズ 岡南                     |
| 広島県   | 広島市     | 109シネマズ広島                       |
| 愛媛県   | 松山市     | シネマサンシャイン衣山                |
| 福岡県   | 福岡市     | TOHOシネマズ天神                      |
| 福岡県   | 福岡市     | ユナイテッド・シネマ キャナルシティ13 |
| 長崎県   | 長崎市     | TOHOシネマズ 長崎                     |
| 熊本県   | 熊本市     | シネプレックス熊本                    |
| 沖縄県   | 那覇市     | シネマQ                               |

## ツアー・スタッフ
- 総合演出：岡本祐次
- Choreographer：石川ゆみ
- 舞台監督：星野晃、加藤千博、平松秀樹、柴田はるか、松崎愛、白取淳、濱田麻子
- ステージデザイン：浅野元樹
- 大道具：広藤一司、寒川幸則、平松武、高田勝人、大熊規文、並木トモユキ
- 鳶：粂田卓哉、中谷朋弥、高橋利昌、昼間正太郎
- ステージディレクター：南志保、和田誠
- 音響：樋口浩代、渡辺晋伍、長原咲恵、小島美咲、下久保智也、佐藤純平
- 照明：木原"RIKKI"力、関根崇雄、矢住彰教、川上正英、安田実可子、米谷耕志、小俣哲哉、武藤雅典
- 映像送出：佐藤真也、小松裕、川村梨紗、草葉豊
- LED：開原敏光、福島隼人、川井裕也、渡辺竜明、大原恵裕
- 電飾：高澤昌弘、斉藤哲樹、出水なすか
- VJ：佐藤淳、江原彩子、本間和樹、江原静子
- サービス映像：砂田哲登、小野寺政紀、鵜原幸治、海老沢郁恵、橋本和直、松尾秀一、道上茜、川倉隆嗣
- 電源：阿部かほり
- 特殊効果：中澤大地、簗田翔平
- トランポ：米野哲之
- ヘアメイク：飛田卓司、谷川一志、チエ、伊達ともえ、中条三菜子、中島穀、竹内美紀代